# جفتگری
در زیست‌شناسی جفتگری به شکل‌گیری، نوع و ساختار یا آرایش جفت گفته می‌شود. عملکرد جفتگری انتقال مواد غذایی از بافت مادر به رویان در حال رشد است. جفتگری در پستانداران مادهٔ (هوددان) باردار بهتر شناخته شده است، اما در دیگر حیوانات هم تخم‌ها(کیسه ناف) و گیاهان گلدار اتفاق می‌افتد.

## جفت در پستانداران
در پستانداران دارای جفت، جفت بعد از جایگیری رویان در رحم تشکیل می‌شود؛ و جنین در حال رشد از طریق بند ناف به آن متصل است. جفت جانوران از روی تعداد بافت‌های جداکنندهٔ بافت مادری از خون جنین طبقه‌بندی می‌شود.